# Амонкур
Амонкур (фр. Amoncourt) насеље је и општина у источној Француској у региону Франш-Конте, у департману Горња Саона која припада префектури Везул.
По подацима из 2011. године у општини је живело 328 становника, а густина насељености је износила 81,19 становника/km². Општина се простире на површини од 4,04 km². Налази се на средњој надморској висини од 275 метара (максималној 272 m, а минималној 209 m).

## Демографија
| 1962. | 1968. | 1975. | 1982. | 1990. | 1999. | 2011. |
| ----- | ----- | ----- | ----- | ----- | ----- | ----- |
| 400   | 400   | 318   | 288   | 321   | 304   | 328   |

График промене броја становника у току последњих година